# 少數意見
《少數意見》，是2015年6月上映的一部韓國劇情片，由金成宰執導，尹啟相、柳海真及金玉彬主演。本電影改編自孫雅藍的同名小說《少數意見》，該小說以2009年於韓國首爾發生的「龍山悲劇」（龍山四區域撤去現場火災事件）為藍本，事緣受該區市區更新影響而被逼搬遷的近40户家庭，因不滿政府沒有給予他們足夠的補償而與警方發生衝突，事件最後導致5名租戶及一名警察不幸身亡。

## 演員陣容

### 主要人物
| 演員   | 角色   | 介紹                                                             |
| 尹啟相 | 尹真元 | 追求真相的律師，後成為朴載浩案的辯護人。                         |
| 柳海真 | 張大錫 | 律師，尹真元的前輩。                                             |
| 金玉彬 | 孔秀景 | 新聞部記者，對朴載浩案特别關注，後成為尹真元在追查真相時的助力。 |

### 周邊人物
| 演員   | 角色          | 介紹                                                                     |
| 李璟榮 | 朴載浩        | 被檢方控訴謀殺罪之嫌疑犯，主張無罪並聲稱警方才是殺害自己兒子的真正兇手。 |
| 金義聖 | 洪在澤        | 承辦檢察官。                                                             |
| 吳妍兒 | 柳恩夏        | 法庭上陳述的檢察官。                                                     |
| 金鍾洙 | 趙具煥        |                                                                          |
| 權海驍 |               | 法官。                                                                   |
| 尹東煥 |               | 次長檢察官。                                                             |
| 郭民碩 | 朴京哲        | 議員。                                                                   |
| 朴圭彩 | 嚴教授        |                                                                          |
| 金亨鍾 | 金秀萬        | 黑幫傭兵。                                                               |
| 安相佑 | 文熙成/文慶熙 | 本為警察，辭職後以販賣突發新聞情報維生。                                 |
| 嚴泰九 | 李承俊        | 義警。                                                                   |
| 崔秀韓 | 朴信宇        | 朴載浩之子。                                                             |
| 朴柱亨 |               | 道林社長。                                                               |
| 尹美英 |               | 社會部部長                                                               |
| 金在祿 |               | 國家賠償法官                                                             |
| 趙福來 |               | 趙具煥的檢察官。                                                         |
| 朴海秀 | 嚴教授        | 趙具煥的秘書。                                                           |
| 金大凌 |               | 廣平的律師                                                               |
| 朴忠善 |               | 檢察長                                                                   |
| 洪仁   |               | 未判決的囚犯                                                             |

### 特別出演
| 演員   | 角色   | 介紹                               |
| 盧英學 | 金熙澤 | 義警，因鎮壓拆遷戶示威行動而過世。 |
| 張光   |        | 金熙澤的父親。                     |
| 朴哲民 | 金俊裴 | 法官。                             |

## 上映
本電影的拍攝期早於2013年6月3日完結，但卻因電影中的政治內容，直至2015年才得到發行商的協助使其順利上映，本電影最終在2015年6月24日在韓國上映
。

## 獎項
| 年份   | 頒獎禮                        | 部門         | 入圍者         | 結果 |
| 2015年 | 第24屆釜日電影獎              | 最佳男配角   | 李璟榮         | 獲獎 |
| 2015年 | 第24屆釜日電影獎              | 最佳劇本     | 金成宰、孫雅藍 | 獲獎 |
| 2015年 | 第24屆釜日電影獎              | 最佳攝影     | 金東榮         | 提名 |
| 2015年 | 第35屆韓國電影評論家協會獎    | 年度十大電影 | 年度十大電影   | 獲獎 |
| 2015年 | 第36屆青龍電影獎              | 最佳男配角   | 李璟榮         | 提名 |
| 2015年 | 第36屆青龍電影獎              | 最佳新人導演 | 金成宰         | 提名 |
| 2015年 | 第36屆青龍電影獎              | 最佳劇本     | 金成宰、孫雅藍 | 獲獎 |
| 2016年 | 第52屆百想藝術大賞 - 電影部門 | 男子配角獎   | 李璟榮         | 獲獎 |
| 2016年 | 第52屆百想藝術大賞 - 電影部門 | 最佳新人導演 | 金成宰         | 提名 |

## 外部鏈接
- 少數意見的Facebook專頁
- NAVER上《少數意見》的資料
- Daum上《少數意見》的資料

- 韩国电影数据库（KMDb）上《少數意見》的資料
- 互联网电影数据库（IMDb）上《少數意見》的资料（英文）
- 《少數意見》在HanCinema的页面（英文）